# U-Bahnhof Fuldaer Straße
Der U-Bahnhof Fuldaer Straße ist eine Tunnelstation der Linie 1 der Kölner Stadtbahn. Der Bahnhof liegt im Kölner Stadtteil Höhenberg und wurde nach der halb-offenen unterirdischen Station Sportpark Höhenberg als erste vollständige Tunnelstation des Deutz-Kalker-Tunnels 1979 eröffnet. Der Bahnhof hat zwei Seitenbahnsteige und ist relativ schlicht angelegt mit nur einem Ausgang und ohne Verteilerebene.

## Lage
Der Bahnhof liegt im Kölner Stadtteil Höhenberg unter dem Höhenberger Kirchweg, an der Kreuzung Fuldaer Straße und Münchener Straße. Von der Kalker Hauptstraße kommend wurde der Tunnel ab dem Güterbahnhof Kalk verschwenkt, so dass sich die Strecke nicht unter der Olpener Straße (Fortführung der Kalker Hauptstraße) befindet, sondern ca. 100 Meter weiter nördlich parallel dem Höhenberger Kirchweg folgt. Die Durchfahrt unter dem Güterbahnhof fällt durch zahlreiche Stützpfeiler im Tunnel auf, die wohl aus statischen Gründen dort zwischen den Gleisen eingelassen sind.
Die Linie 1 führt stadtauswärts weiter über Merheim und Brück nach Bensberg. Stadteinwärts führt sie unter der Kalker Hauptstraße, wo sie sich an der Station Kalk Kapelle mit der Linie 9 vereinigt, weiter über Deutz und die Deutzer Brücke in die Innenstadt, und verlässt die Stadt dann fast schnurgerade in westlicher Richtung auf der ehemaligen Römerstraße Aachener Straße über das Rheinenergiestadion nach Weiden. Eine Umsteigemöglichkeit besteht zur Buslinie 153 in Richtung Vingst, Humboldt/Gremberg und Deutz in den Süden bzw. in den Norden Richtung Mülheim und Stammheim.

## Bedienung
Im Linienverkehr der KVB halten an der Fuldaer Straße nur noch Stadtbahnwagen des Typs K4000 und K4500, das sind von der Linie 1 werktags ca. 300 Fahrten an dieser Station. Durch seine Lage vor dem Betriebshof Merheim gibt es allerdings seit 2007, vor allem in den frühen Morgenstunden und abends, auch fast ebenso viele Fahrten ein- und ausrückender Züge, so genannter E-Wagen, die auch hier halten. Wie die anderen Stationen des Deutz-Kalker Tunnels Sportpark Höhenberg, Kalk Kapelle, Kalk Post und Deutz Technische Hochschule halten diese Züge auch hier und erlauben Fahrgastwechsel. Damit hat die Station auch einzelne umsteigefreie tägliche Verbindungen zu den Hochflur-Linien 3, 4 und 5, sowie zu den Niederflur-Linien 12 und 15. Insgesamt halten an der Station also werktäglich ca. 500 Züge.

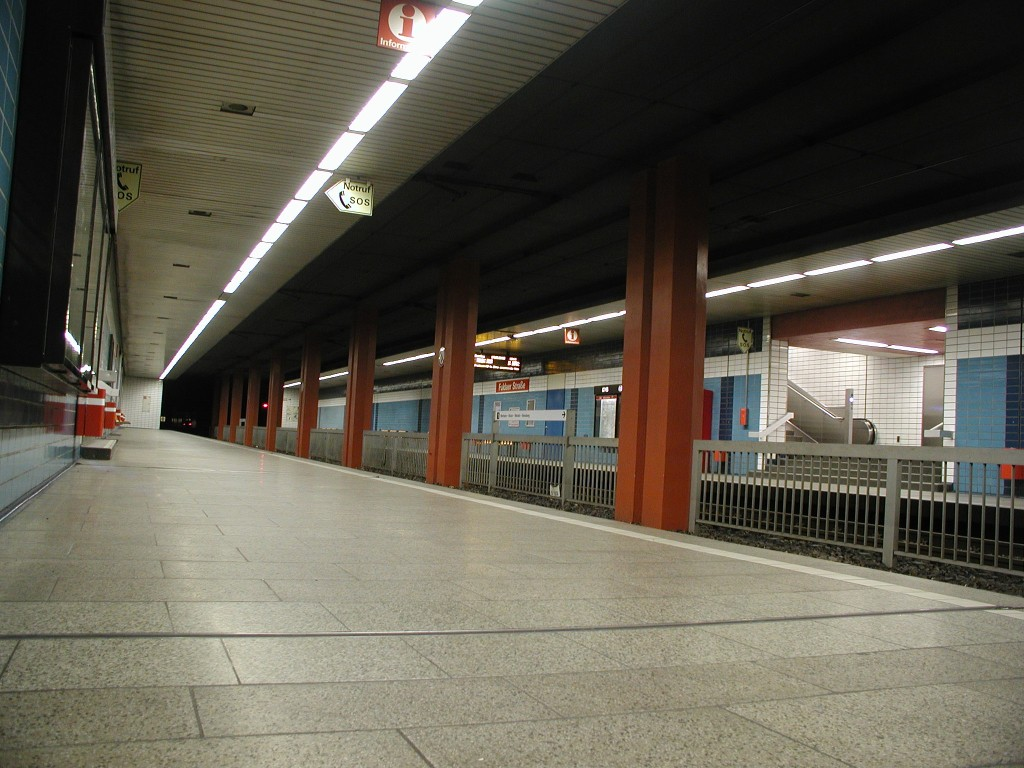
Blick auf die beiden Seitenbahnsteige; im Hintergrund ist der Podest mit dem Rolltreppenende erkennbar

## Gestaltung
Die Treppen und Rolltreppen vom Ein-/Ausgang enden auf einem Podest, das 55 Zentimeter über der Bahnsteig-Oberfläche liegt, von dem aus ein paar Stufen zum 35 cm über der Schienenoberkante (SOK) befindlichen Bahnsteig hinabführen. Ursprünglich war geplant, wenn nach Ausmusterung der Duewag-Straßenbahnwagen nur noch Stadtbahnwagen (damals nur hochflurig) eingesetzt werden sollten, die niedrigen Bahnsteige auf 90 cm über SOK anzuheben. Diese Pläne wurden verworfen, weil die inzwischen entwickelten und seit 2007 hier im Linienverkehr nur noch eingesetzten Niederflurwagen halten. Der Bau von Aufzügen und Rampen, die den Bahnhof barrierefrei machen würden, ist jedoch nicht vorgesehen. Es halten auch viele Hochflurfahrzeuge hier, für die die Höhe der unteren Rolltreppenenden eigentlich vorgesehen war.
Die Bahnsteige an dieser Haltestelle sind mit einer Länge von 110 Metern die längsten im Stadtbahnnetz.
Die Wände sind gekachelt, wie alle anderen Bahnhöfe der KVB aus dieser Zeit. Die Kacheln sind überwiegend hellblau, aber auch dunkelblaue und weiße Kacheln finden sich in dem Muster.
Die beiden Gleise, ein Zaun und rote Säulen, die bis zur Tunneldecke reichen, trennen die Bahnsteige. Am einzigen Ausgang befindet sich ebenerdig ein Kiosk, in dem jedoch keine Fahrkarten verkauft werden, eine Bushaltestelle und mittlerweile verschlossene Einbuchtungen für frühere Telefonzellen.
| Linie | Linienverlauf | Takt   |
| ----- | --- | ------ |
| 1     | Weiden West – Junkersdorf – Rheinenergiestadion – Müngersdorf – Braunsfeld – Aachener Str./Gürtel – Moltkestraße – Rudolfplatz – Neumarkt – Heumarkt – U Bf. Deutz/Messe – U Deutz Technische Hochschule – U Kalk Post – U Kalk Kapelle – U Fuldaer Straße – U Sportpark Höhenberg – Merheim – Brück – Lustheide – Refrath – Kippekausen – Frankenforst – Neuenweg – Kölner Str. – Im Hoppenkamp – U Bensberg | 10 min |